# Tomasz Owczarek
Tomasz Owczarek (ur. 7 czerwca 1980 w Kłodzku) – polski piłkarz grający na pozycji obrońcy lub pomocnika.
Wychowanek klubu AKS Niwka Sosnowiec. W 1996 roku został zawodnikiem GKS Katowice, w którego barwach 28 lipca zadebiutował w I lidze w wygranym 2:1 meczu z Rakowem Częstochowa. W katowickim zespole, w którym pełnił funkcję zmiennika, występował przez trzy i pół roku. W rundzie jesiennej sezonu 1999/2000, po spadku drużyny do II ligi, zagrał w dwóch pojedynkach. Następnie przeszedł do Wisły Kraków, lecz występował jedynie w jej drugim zespole. Przez prawie trzy lata nie mógł dojść do porozumienia w sprawach finansowych z krakowskim klubem. W tym czasie grał w amatorskiej lidze halowej w Sosnowcu.
W sezonie 2003/2004 ponownie reprezentował barwy GKS Katowice – zagrał w 25 meczach I ligi, wystąpił także w dwóch pojedynkach kwalifikacji Pucharu UEFA z macedońskim FK Cementarnica 55. W latach 2004–2005 był podstawowym piłkarzem Korony Kielce, z którą wywalczył awans do najwyższej klasy rozgrywkowej. Następnie utracił miejsce w pierwszym zespole i przeszedł do Ruchu Chorzów. W październiku 2005 roku podczas spotkania z Radomiakiem Radom doznał kontuzji kolana, która wykluczyła go z gry na kilka miesięcy. 
Wiosną 2006 roku Owczarek występował w czwartoligowych rezerwach Korony Kielce, w sezonie 2006/2007 był piłkarzem Górnika Polkowice, zaś w latach 2007–2008 reprezentował barwy Polonii Bytom, w której pełnił funkcję kapitana. W grudniu 2008 roku uczestniczył w strajku piłkarzy bytomskiego klubu, przez co został zawieszony. Latem 2009 podpisał roczny kontrakt ze Zniczem Pruszków, który rozwiązał pół roku później za porozumieniem stron. W latach 2010–2011 ponownie był piłkarzem GKS Katowice, choć większość czasu poświęcił na rehabilitację po operacji kolana. W sierpniu 2011 roku został graczem AKS Niwka Sosnowiec. W klubie tym pełni również funkcję trenera grup młodzieżowych.